# اللجنة البارالمبية الفلسطينية
اللجنة البارالمبية الفلسطينية هي اللجنة الوطنية للمعاقين في فلسطين. نافست فلسطين لأول مرة في دورة ألعاب سيدني البارالمبية الصيفية في عام 2000.

## التأسيس
في عام 2010، بدأت اللجنة البارالمبية الفلسطينية ووكالة المعونة العالمية ميرسي كوربس برنامجًا مدته سنتان، بتمويل من الاتحاد الأوروبي. برنامج بقيمة 533,000 يورو (حوالي 650,000 دولار أمريكي) لتمكين الشباب الفلسطيني ذوي الإعاقة، ويتبع أيضاً مجموعة العمل الدولية للرياضة من أجل التنمية والسلام (SDP IWG).